# Patxi Garat
Patxi, de son nom complet Patxi Garat (/pat͡ʃi gaʁat/), est un auteur-compositeur-interprète français, né le 20 août 1981 à Saint-Jean-de-Luz dans les Pyrénées-Atlantiques.

## Biographie

### Généralités
Patxi Garat est bilingue (français-basque) ayant été scolarisé dans une ikastola (école associative basque pratiquant la méthode par immersion).
Il est auteur-compositeur-interprète, chanteur et joue de la guitare. Ses influences musicales sont : Alain Souchon, Ben Harper, Raphael, Coldplay, Vincent Delerm, Marc Lavoine et Serge Gainsbourg.

### Star Academyet premier single
À l'automne 2003, il est l'un des candidats de la 3e saison de l'émission Star Academy sur TF1. Il y est remarqué pour ses interprétations de Mistral gagnant de Renaud et de Allô maman bobo d'Alain Souchon, notamment. Il atteint ainsi les demi-finales où le public lui préfère Michal. Au printemps 2004, il participe à la tournée de Star Academy[réf. nécessaire].
En mars 2004, 
il sort également son premier single, À l'anglaise, un titre en partie écrit et composé lors de son séjour au château de Star Academy (single réalisé par Albin de la Simone). Ce disque, comme tous les singles des candidats de la saison (y compris la gagnante Élodie Frégé) ne connaît qu'un succès relatif[réf. nécessaire].

### Carrière
En avril 2005, Patxi rejoint le label Atmosphériques. Un premier titre, S'embrasser, est diffusé au printemps 2006, alors que Patxi assure la première partie de la tournée de Martin Rappeneau. 
Son premier album, également titré S'embrasser (sous le nom de Patxi) sort quant à lui en août 2006. L'album est enregistré aux studios Ferber et réalisé notamment par Jean-Christophe Urbain et JP Nataf (Les Innocents). Deux titres en sont composés par Louis Chedid et Pierre Souchon. Sur certain titres il y avait Régis Ceccarelli ou Fabrice Moreau à la batterie et Laurent Verneray ou Gerard Sorel à la basse et à la contrebasse. Une édition de luxe, possédait un DVD avec le clip S'embrasser et un reportage sur l'enregistrement en studio réalisé par Jil Caplan.
Il confiera plus tard que la plupart des chansons de l'album, notamment les titres À ma porte et La dernière berceuse, étaient dédiées à son amie Sofia Essaïdi.
Une tournée de plusieurs dizaines de dates en France, Suisse, Belgique et Maroc voit le jour en 2007 / 2008 avec Julien Guy  (guitare, mandoline, banjo, chœurs), Gérard Sorel (basse, contrebasse, chœurs) et Flamm (batterie, percussions)
Début 2008, il annonce la préparation d'un second album pour l'automne.
Son album Amour Carabine, réalisé par Sébastien Lafargue (bassiste d'"Autour de Lucie"), est sorti en mai 2010. Le premier single paru est Le début du siècle.
En 2013, sur l'album de MoïraA (réalisé par Gérard Sorel), Patxi chante en duo avec Marine La fleur à la boutonnière et lui offre deux chansons : Hôtel du Nord et La beauté d'un visage.
En 2014, il est l'auteur-compositeur de la chanson Jour 1 pour Louane ainsi que quatre autres sur l'album Chambre 12 : Jeune (paroles uniquement), Tourne, Du courage et La fuite. La même année, il écrit les paroles et compose la musique de la chanson Je reviens pour le nouvel album de Jean-Baptiste Maunier.
Début 2017, il participe à l'écriture de la chanson Tout me ramène à toi interprétée par Roch Voisine.
Le 19 décembre 2018, plus de 70 célébrités se mobilisent à l'appel de l'association Urgence Homophobie. Patxi Garat est l'auteur de la chanson De l'amour. Il apparaît également dans le clip "choral" de la chanson. Le titre raconte l'histoire d'Azamat, le premier réfugié tchétchène homosexuel accueilli en France. Toutes les recettes de la chanson sont reversées à l'association Urgence Homophobie pour les aider dans leur lutte.
En 2021 il sort En Basque, un album dans lequel il reprend des chansons françaises en basque.
Depuis 2023, il joue dans la série de téléfilms Les Secrets du Finistère sur France 3 : il apparaît tout d'abord dans le rôle d'un technicien informatique dans La Disparue de Douarnenez puis incarne un gendarme dans Le Chant des sirènes en 2024.

## Discographie

### Albums
- Avec Star Academy :
  - Star Academy 3 fait sa bamba
  - Star Academy 3 chante Elton John
  - Star Academy 3 : Les meilleurs moments
  - Star Academy 3 : Les singles : Patxi y interprète deux titres en solo, À l'anglaise (titre du single extrait) et Dans le rang

- En solo :

| Année | Album             | Classement des ventes | Classement des ventes | Classement des ventes |
| Année | Album             | France                | Suisse                | Belgique              |
| ----- | ----------------- | --------------------- | --------------------- | --------------------- |
| 2006  | S'embrasser       | 54                    | 100                   | 20                    |
| 2010  | Amour Carabine    | 125                   | -                     | 56                    |
| 2021  | En basque         |                       |                       |                       |
| 2024  | Le monde est beau |                       |                       |                       |

- En participation : 2013 - MoïraA "La fleur à la boutonnière" (un duo chanté et deux compositions)

### Singles
| Année | Album                                                        | Classement des ventes | Classement des ventes | Classement des ventes | Album          |
| Année | Album                                                        | France                | Suisse                | Belgique              | Album          |
| ----- | ------------------------------------------------------------ | --------------------- | --------------------- | --------------------- | -------------- |
| 2004  | À l'anglaise                                                 | 21                    | 31                    | 11                    | –              |
| 2006  | S'embrasser                                                  | –                     | –                     | –                     | S'embrasser    |
| 2006  | On peut toujours rêver                                       | –                     | –                     | –                     | S'embrasser    |
| 2007  | Mordu                                                        | –                     | –                     | –                     | S'embrasser    |
| 2010  | Le début du siècle                                           | –                     | –                     | –                     | Amour Carabine |
| 2011  | Quitter la France                                            | –                     | –                     | –                     | Patxi          |
| 2021  | Eztanda (Reprise en basque de "La grenade" de Clara Luciani) | –                     | –                     | –                     | En basque      |

### Participations
- 2007 : Single Si l'amour si de Lutte contre le Sida

- 2011 : Album La fleur à la boutonnière de Marie Déposé (un duo chanté et deux compositions)
- 2013 : Album Les Voix Basques d'Anne Etchegoyen et du Chœur basque Aizkoa (auteur)
- 2013 : Album Forever Gentleman (auteur)
- 2014 : Single Jour 1 de Louane (auteur-compositeur)
- 2014 : Album Une vie par jour d'Olympe sur le titre du même nom (auteur)
- 2015 : Album Chambre 21 de Louane sur plusieurs titres (auteur)
- 2015 : Single Jeune de Louane (auteur)
- 2015 : Single Je reviens de Jean-Baptiste Maunier (auteur-compositeur)
- 2015 : Single Ne me dis pas non de Corentin Grévost (compositeur)
- 2016 : Single Tourne de Louane (auteur-compositeur)
- 2016 : Album J'étais un ange - Tribute à Michel Delpech : Pour un flirt
- 2017 : Album Compostelle - Du Pays basque à Saint-Jacques de Anne Etchegoyen : Zortziak Bat
- 2017 : Single Tout me ramène à toi de Roch Voisine (auteur-compositeur)
- 2017 : Album Louane de Louane sur plusieurs titres (auteur-compositeur)
- 2018 : Single De l'amour de Urgence Homophobie (auteur-compositeur)
- 2018 : Spectacle Libres ! ou presque ... de Jean-Pierre Digard
- 2020 : Single Loin demain de Protège ton soignant
- 2021 : Single Y'a pas moyen de Lou (auteur-compositeur)
- 2021 : Album Papillons de Lou sur plusieurs titres (auteur-compositeur)

## Théâtre
- 2013 : Les Flics - La Troupe à Palmade (Comédie de Paris)
- 2013/2014 : L'Entreprise - La Troupe à Palmade (Théâtre Tristan Bernard)
- 2015 : Le petit restaurant - La Troupe à Palmade (Comédie de Paris)
- 2017 : Alexandra & Patxi sont dans un bateau (Comédie de Paris)
- 2017 : Le Miracle (Comédie de Paris)

## Filmographie
- 2023 : Les secrets du Finistère : La disparue de Douarnenez, téléfilm de François Basset et Anne Péjean : le technicien ordinateur
- 2024 : Les Secrets du Finistère : Le chant des sirènes, téléfilm de Jean-Marc Thérin : Romuald